# Chu Tiến Cường
Chu Tiến Cường là một sĩ quan cấp cao trong Quân đội nhân dân Việt Nam, hàm Trung tướng, Bác sĩ, Tiến sĩ, nguyên Cục trưởng Cục Quân y (2002 -2010).

## Thân thế và sự nghiệp
Trước năm 2002, ông từng giữ chức Phó Cục trưởng Cục Quân y
Năm 2002, bổ nhiệm giữ chức Cục trưởng Cục Quân y
Năm 2010, ông nghỉ hưu.
Thiếu tướng (2004), Trung tướng (2009)